# Вали (Кунео)
Вали је насеље у Италији у округу Кунео, региону Пијемонт.
Према процени из 2011. у насељу је живело 29 становника. Насеље се налази на надморској висини од 457 м.